# Зиновьев, Василий Васильевич (генерал)
Василий Васильевич Зиновьев (13 декабря 1814 — 1891) — генерал от инфантерии и генерал-адъютант из старинного дворянского рода Зиновьевых.
Младший брат генерала Н. В. Зиновьева.

## Биография
Родился 13 (25) декабря 1814 года — один из многих сыновей президента Медицинской коллегии Василия Николаевича Зиновьева. 
Крещён 24 декабря 1814 года в церкви Вознесения Господня при Адмиралтействе при восприемстве дяди А. Н. Зиновьева.
Первоначальное образование получил в Благородном пансионе при Санкт-Петербургском университете, по окончании которого поступил в Школу гвардейских подпрапорщиков и кавалерийских юнкеров. Службу начал 28 октября 1832 года унтер-офицером в лейб-гвардии Конном полку, из которого по прошествии трёх лет был переведён в Кавалергардский полк.
В чине поручика, будучи прикомандирован к Навагинскому пехотному полку, он в 1838 г. участвовал с Гребенским казачьим полком в экспедиции за Кубань, снаряженной против горцев, и находился в делах с неприятелем во время высадки десанта в устьях рек Туапсе, Шапсухо, Целиса и при возведении там укреплений.
По окончании военных действий вернулся в свой полк и продолжал служить в нём до 1842 г., когда, вследствие болезни, принужден был подать в отставку и был уволен от службы штабс-ротмистром. В 1851 г. он вновь вернулся на службу и был определен капитаном в Нижегородский драгунский полк. С открытием военных действий против горцев в 1852 г. участвовал с Чеченским отрядом при сосредоточений его у крепости Воздвиженской и в жарком деле с войсками Шамиля около ущелья Хулхулу. В феврале месяце, после удачных сражений на реке Джалке и в долине Хулхулу, соединившись с отрядом полковника Бакланова, участвовал в блестящей победе над горцами в Майортунском лесу.
Овладев неприятельской позицией при Мелике, с войсками вернулся в крепость Грозную, в окрестностях которой в конце месяца была произведена рекогносцировка обоих берегов реки Аргуна. В марте месяце чеченский отряд был распущен, но уже в июне, вследствие появления войск Шамиля в Бумутском ущелье, вновь сосредоточен в Грозном и двинут к Назрановскому укреплению. В 1853 году после многих перестрелок с горцами участвовал в поражении войск Шамиля около аула Гурдалай. В следующем году находился в экспедиции чеченского отряда в Большую Чечню. В июле того же года был переведен в егерский генерал-адъютанта князя Чернышева полк, в рядах которого принимал участие в блестящей победе русских под предводительством генерал-адъютанта князя Бебутова над 60-тысячным турецким отрядом Мушира-Зерифа-Мустафы-паши.

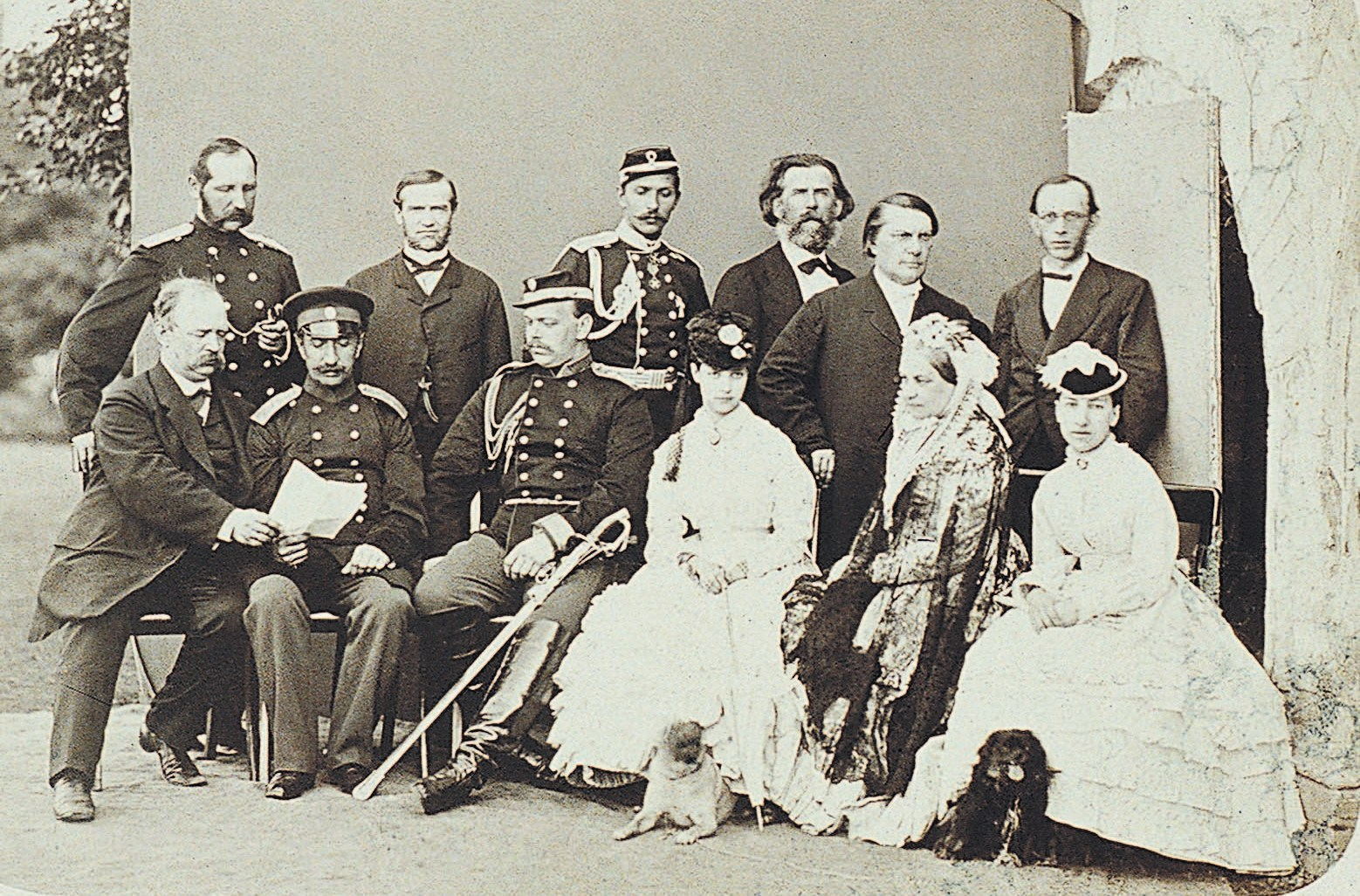
В. В. Зиновьев (в первом ряду второй слева) в свите цесаревича Александра (1869)

В 1857 году в чине полковника был прикомандирован к Грузинскому гренадерскому Его Императорского Величества Великого Князя Константина Николаевича полку; в 1858 г. назначен состоять для особых поручений при главнокомандующем кавказской армией. Когда же началось гражданское устройство Кавказского и Закавказского края, получил должность помощника начальника особого управления сельского хозяйства и колоний иностранных поселенцев на Кавказе и занимал её до 1862 г., когда за отличие по службе был произведен в генерал-майоры и вновь причислен к кавказской армии.
В 1868 г. назначен гофмаршалом двора наследника цесаревича Александра Александровича, в 1870 г. произведен в генерал-адъютанты, а в 1884 г. в генералы от инфантерии. С 1881 г. и до смерти, последовавшей 21 апреля 1891 г., он заведовал делами и конторою августейших детей их Величеств и собственным двором государя Александра Александровича.
Имел много иностранных и русских орденов до ордена св. Александра Невского включительно.

При Государе Императоре Александр III ещё в то время, когда я не был министром, играл роль ген. Зиновьев. Насколько мне приходилось слышать, он играл довольно большую роль. Причиной этому было то, что он состоял управителем дворцовой части ещё когда Император Александр III был Наследником. Впоследствии, когда Наследник Александр Александрович вступил на престол, Зиновьев остался при нём, был с ним очень близок, но вскоре умер. Зиновьев этот был очень воспитанный, светский человек, но он мог иметь значение только как управитель хозяйственной частью дома, как гофмаршал (хотя при Император Александре III он не был Гофмаршалом).

Я помню Зиновьева на Кавказе в той же самой роли, когда он служил там при наместнике князе Барятинском; у князя Барятинского он управлял его двором, конюшнями и проч. Я видел его на балах князя Барятинского, когда я ещё был мальчиком и когда мне приходилось с хор смотреть на эти балы.<…>

Затем, когда Барятинский совсем ушел от активной государственной службы, то близкие к нему лица, как например, Воронцов-Дашков, а в том числе и Зиновьев, были Барятинским рекомендованы Наследнику; вот тогда то Зиновьев и занял то положение при Наследнике, какое он занимал при фельдмаршале князе Барятинском.— Витте С. Ю. 1849—1894: Детство. Царствования Александра II и Александра III, глава 18 // Воспоминания. — М.: Соцэкгиз, 1960. — Т. 1. — С. 417. — 75 000 экз.

25 <апреля> Четверг. Похороны В. В. Зиновьева, весьма почтенного, добросовестного человека, бывшего гофмаршалом при нынешнем государе до вступления на престол. Сделавшись императором, Александр Александрович предложил Зиновьеву быть министром двора, но Зиновьев наотрез оказался на том основании, что не признаёт на собою тех качеств, тех сил, того положения, кои, по его мнению, необходимы для успешного исполнения таких обязанностей; при этом Зиновьев посоветовал государю взять в министры двора гр. Воронцова-Дашкова <который и был назначен>.— Половцов А. А. Дневник государственного секретаря. — М., 2005. — Т. 2. — С. 390—391.